# Badminton aux Jeux panaméricains
Le badminton a fait son entrée officielle aux Jeux panaméricains de 1995 qui se déroulent à Mar del Plata, en Argentine. Il a depuis toujours fait partie du programme des Jeux.

## Tableau des médailles
| Rang  | Nation                 | Or | Argent | Bronze | Total |
| ----- | ---------------------- | -- | ------ | ------ | ----- |
| 1     | Canada                 | 21 | 22     | 14     | 57    |
| 2     | États-Unis             | 10 | 8      | 17     | 35    |
| 3     | Guatemala              | 2  | 2      | 5      | 9     |
| 4     | Brésil                 | 1  | 2      | 7      | 10    |
| 5     | Jamaïque               | 1  | 0      | 5      | 6     |
| 6     | Cuba                   | 0  | 1      | 2      | 3     |
| 7     | Pérou                  | 0  | 0      | 15     | 15    |
| 8     | Mexique                | 0  | 0      | 4      | 4     |
| 9     | République dominicaine | 0  | 0      | 1      | 1     |
| TOTAL | TOTAL                  | 35 | 35     | 70     | 140   |

## Résultats
| Édition        | Lieu           | Simple messieurs | Simple dames     | Double messieurs                 | Double dames                      | Double mixte                    |
| -------------- | -------------- | ---------------- | ---------------- | -------------------------------- | --------------------------------- | ------------------------------- |
| 1995 (détails) | Mar del Plata  | Jaimie Dawson    | Denyse Julien    | Anil Kaul Iain Sydie             | Denyse Julien Si-an Deng          | Iain Sydie Denyse Julien        |
| 1999 (détails) | Winnipeg       | Kevin Han        | Yeping Tang      | Brent Olynyk Iain Sydie          | Robbyn Hermitage Milaine Cloutier | Iain Sydie Denyse Julien        |
| 2003 (détails) | Saint-Domingue | Mike Beres       | Nigella Saunders | Howard Bach Kevin Han            | Charmaine Reid Helen Nichol       | Philippe Bourret Denyse Julien  |
| 2007 (détails) | Rio de Janeiro | Mike Beres       | Eva Lee          | Mike Beres William Milroy        | Eva Lee Mesinee Mangkalakiri      | Howard Bach Eva Lee             |
| 2011 (détails) | Guadalajara    | Kevin Cordón     | Michelle Li      | Howard Bach Tony Gunawan         | Alexandra Bruce Michelle Li       | Toby Ng Grace Gao               |
| 2015 (détails) | Toronto        | Kevin Cordón     | Michelle Li      | Phillip Chew Sattawat Pongnairat | Eva Lee Paula Lynn Obanana        | Phillip Chew Jamie Subandhi     |
| 2019 (détails) | Lima           | Ygor Coelho      | Michelle Li      | Jason Ho-shue Nyl Yakura         | Rachel Honderich Kristen Tsai     | Joshua Hurlburt-Yu Josephine Wu |